# Centavo centro de plata
El centavo centro de plata es una moneda patrón americana, uno de los precursores de la gran centavo y un ejemplo temprano de una moneda bimetálica. Menos de una docena de ejemplares se sabe que existen hoy en día, y por lo general alcanzan precios considerables; un centavo centro de plata fuera de circulación fue vendido en una subasta por 414.000 dólares en enero de 2002. Ese precio será fácilmente eclipsado por un ejemplar PCGS MS61 siendo ofrecido en una subasta en abril de 2012, con un precio de más de 1 millón de dólares.

## Orígenes

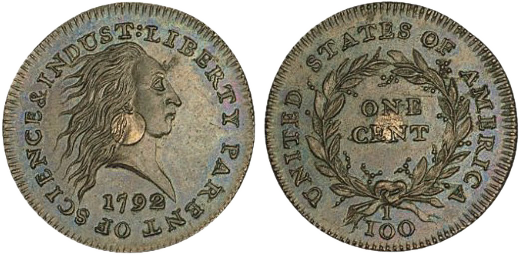
El centavo centro de plata fue un primer intento para reducir el tamaño de la moneda y mantener su valor intrínseco.

Durante los primeros años de la república norteamericana, hubo un consenso general de que el valor intrínseco de las monedas de lingotes de la nueva nación debe ser aproximadamente igual a su valor facial. Algunos comerciantes se negaban a aceptar monedas que no cumplieron con esta norma. Para la mayoría de las denominaciones, la paridad de lingotes se logró mediante la producción de las monedas en una aleación de oro o plata. Sin embargo, la Ley de la moneda de 1792 especifica que el centavo iba a consistir en 11 pennyweight (264 granos o 17.1 g) de cobre puro. Tal peso, necesaria para mantener el valor intrínseco, habría sido demasiado pesado para el uso diario práctico.
El Secretario de Estado Thomas Jefferson sugirió una alternativa: la moneda podría estar hecha de una aleación que fuera principalmente de cobre, pero que consistía en plata suficiente para generar un valor intrínseco de un centavo con un tamaño de moneda razonable. Esta aleación de vellón fue considerado por la Casa de Moneda de los Estados Unidos, pero el secretario del Tesoro Alexander Hamilton temía que sería demasiado susceptible a la falsificación, ya que su apariencia difería poco de la del cobre puro. En 1792, el acuñador principal de Casa de la Moneda, Henry Voight, se le ocurrió una solución: una plancheta de cobre, un poco más pequeña que la de una “quarter” (0.25 US$) moderno, con un pequeño "enchufe" de plata insertado en un agujero central durante el proceso chocante. El enchufe de plata habría sido un valor aproximado de 3/4 ¢ a precios de lingotes contemporáneos, mientras que la plancheta de cobre agregaría el adicional 1/4¢ del valor intrínseco. Varias de estas monedas fueron producidas como piezas de prueba. En última instancia, la labor adicional requerida para estas monedas bimetálicas resultó inadecuada para la producción en masa, y el gran centavo que fue producido por la circulación a partir de 1793 constaba de 208 granos de 100% de cobre.

## Diseño
El anverso de la plata centavo centro cuenta con un cabezal de Libertad con una larga cabellera. La fecha aparece debajo del retrato, y las palabras "LIBERTAD PADRES DE LA CIENCIA E INDUST." se inscriben en un patrón circular alrededor de los dispositivos centrales. El diseño del reverso consiste en una corona de flores con las palabras "un centavo" en el centro, y la fracción "1/100" debajo. Alrededor de la corona está grabado: "Estados Unidos de América".